# Казакевич, Павел Константинович
Павел Константинович Казакевич (1904—1943) — полковник Рабоче-крестьянской Красной Армии, участник Великой Отечественной войны, Герой Советского Союза (1943).

## Биография
Родился 19 сентября (по новому стилю — 2 октября) 1904 года в деревне Забашевичи (ныне — Борисовский район Минской области Белоруссии). Получил начальное образование, после чего работал в колхозе. В 1926 году был призван на службу в Рабоче-крестьянскую Красную Армию. В 1931 году он окончил Объединённую Белорусскую военную школу, в 1939 году — Минское военное училище, в 1941 году — Военную академию имени Фрунзе. Участвовал в польском походе и советско-финской войне. С июня 1941 года — на фронтах Великой Отечественной войны. Принимал участие в боях на Западном и Юго-Западном фронтах. Отличился во время освобождения Харькова в феврале 1943 года.
12-15 февраля 1943 года полк Казакевича перерезал пути отхода противника по шоссе Харьков-Полтава и уничтожил более 200 автомашин и большое количество другой боевой техники. Благодаря своему прикрытию флангов соседних полков полк Казакевича обеспечил им успешно освобождение нескольких районов Харькова. 15 февраля 1943 года Казакевич погиб в бою. Похоронен в посёлке Ольшаны Дергачёвского района Харьковской области Украины.
Указом Президиума Верховного Совета СССР «О присвоении звания Героя Советского Союза начальствующему и рядовому составу Красной Армии» от 19 июня 1943 года за  «образцовое выполнение боевых заданий командования на фронте борьбы с немецкими захватчиками и проявленные при этом отвагу и геройство» был удостоен посмертно высокого звания Героя Советского Союза. 
Также был награждён орденами Ленина, Красного Знамени, Красной Звезды.
В честь Казакевича на его могиле воздвигнут памятник, установлен бюст в родном селе, названа улица в Харькове.